# Stowarzyszenie Rosyjskich Robotników Fabrycznych Miasta Petersburga

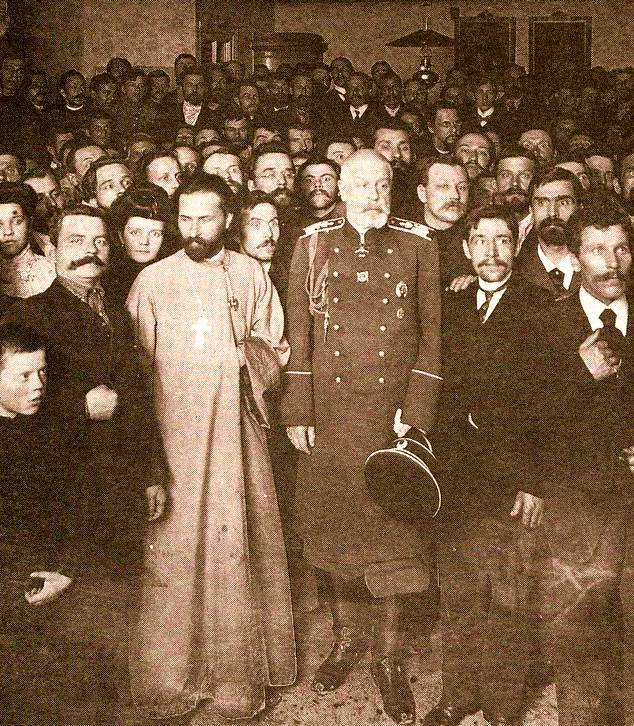
Gieorgij Gapon i gradonaczalnik Petersburga Iwan Fullon wśród członków Stowarzyszenia, 1904

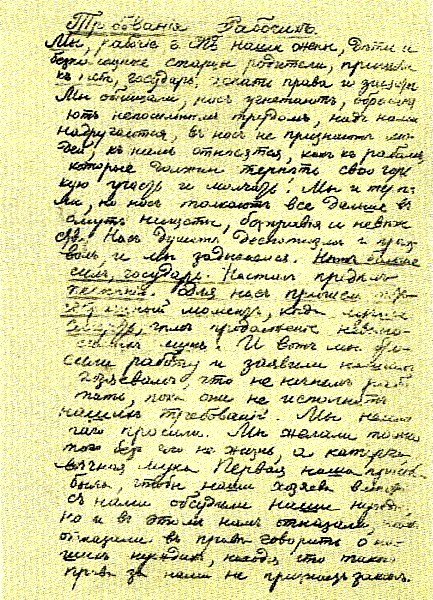
Rękopis petycji, jaką planowała przedłożyć carowi robotnicza manifestacja 9 stycznia 1905

Stowarzyszenie Rosyjskich Robotników Fabrycznych Miasta Petersburga (ros. Собрание русских фабрично-заводских рабочих Санкт-Петербурга) – organizacja robotnicza działająca w Petersburgu w latach 1904-1905, jedna z pierwszych legalnych organizacji pracowniczych w Rosji, założona przez ks. Gieorgija Gapona za wiedzą i z poparciem rosyjskiego ministerstwa spraw wewnętrznych. Celem stowarzyszenia było udzielanie robotnikom wsparcia ekonomicznego, co miało przyczynić się do wpojenia w nich postawy lojalności wobec caratu i ograniczenia wpływów organizacji rewolucyjnych.
Stowarzyszenie powstało w 1904 w ramach szerzej zakrojonych działań policyjnych dążących do powstrzymania rozwoju radykalnego ruchu robotniczego w Rosji i niedopuszczenia do szerzenia się w środowiskach pracowników fabryk idei socjalistycznych. Poprzez tworzenie tanich lokali gastronomicznych, organizowanie pogadanek o charakterze umoralniającym oraz bezpośrednie wsparcie materialne dla najuboższych robotników policja rosyjska miała nadzieję utrwalić wśród robotników poparcie dla caratu. Statut organizacji zatwierdziło 15 kwietnia 1904 ministerstwo spraw wewnętrznych. Członkami stowarzyszenia mogli być wyłącznie robotnicy wyznania prawosławnego i narodowości rosyjskiej. Stowarzyszenie zainaugurowało działalność 11 kwietnia 1904, jego pierwszym przewodniczącym został pomysłodawca powstania organizacji, ks. Gieorgij Gapon.
19 września 1904 w zebraniu walnym stowarzyszenia uczestniczyło ok. tysiąca osób, pod koniec roku jego członkami było już 8 tys. robotników, zrzeszonych w jedenastu terytorialnych oddziałach. Jak pisze Riasanovsky, działalność organizacji szybko wykroczyła poza ramy nakreślone jej przez rosyjskie siły porządkowe. Na spotkaniach stowarzyszenia

panowała atmosfera będąca połączeniem krytyki społecznej, moralnego zapału i świadomości uświęconego celu. Stowarzyszenie podejmować zaczęło coraz bardziej energiczne akcje mające na celu wspieranie i bronienie robotników

Po rozpoczęciu strajku w Zakładach Putiłowskich w styczniu 1905, z powodu pogorszenia się sytuacji ekonomicznej kraju wskutek klęski w z Japonią, a następnie przyłączeniu się pozostałych fabryk stolicy do protestu, stowarzyszenie zredagowało petycję do cara Mikołaja II. Petycja była w swoim charakterze prośbą poddanych do ukochanego cara-ojca z błaganiem o pomoc i naprawienie poniesionych krzywd. 9 stycznia 1905, gdy robotnicy z ks. Gaponem na czele zmierzali w manifestacji do Pałacu Zimowego w celu wręczenia pisma, kilkusettysięczny pochód został ostrzelany przez petersburską policję.
Jeszcze w tym samym miesiącu Stowarzyszenie zostało zdelegalizowane, a jego majątek skonfiskowany.